# Specie di Hibiscus
Elenco delle  specie del genere Hibiscus

## A
- Hibiscus acapulcensis Fryxell
- Hibiscus acetosella Welw. ex Hiern
- Hibiscus acicularis Standl.
- Hibiscus aculeatus Walter

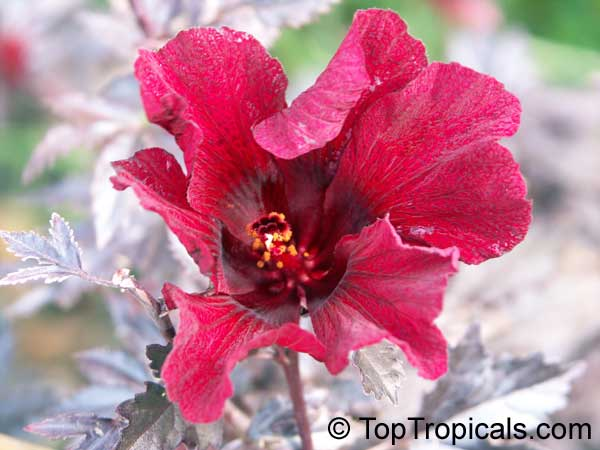
Hibiscus acetosella

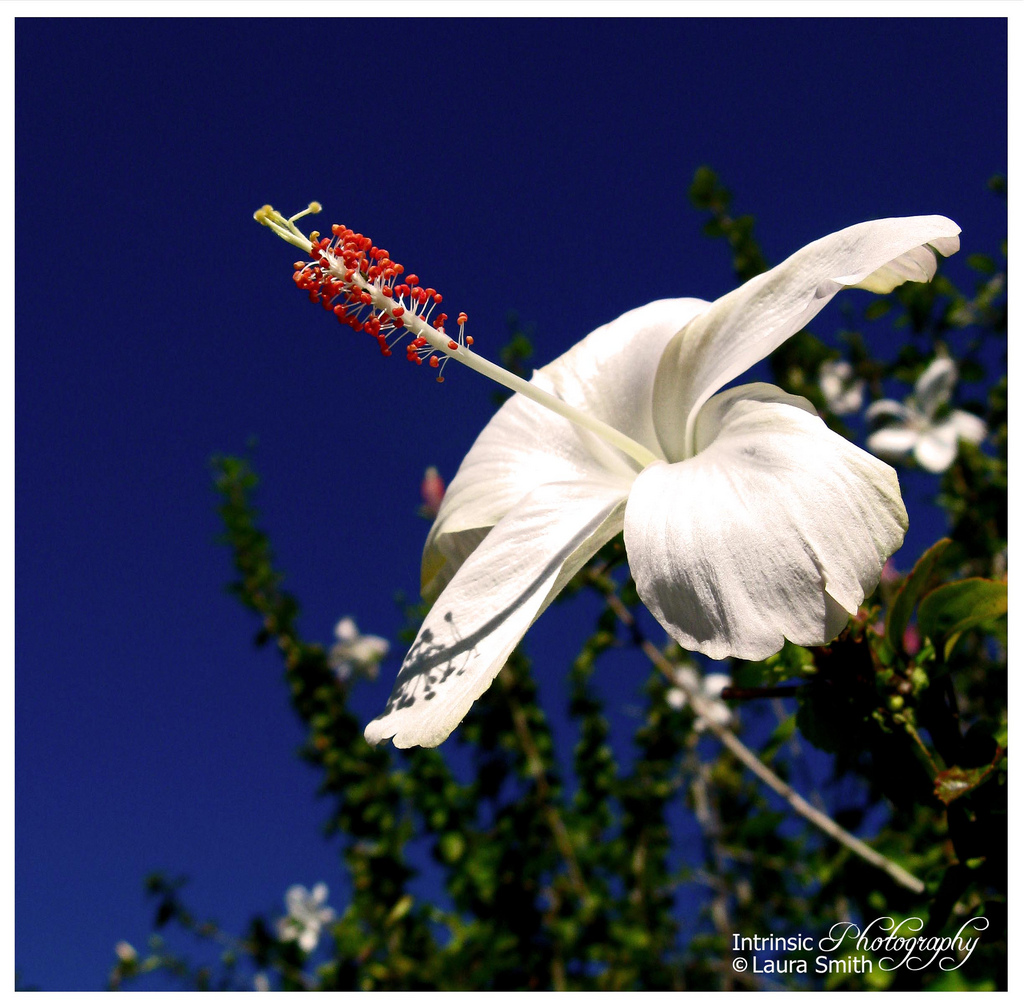
Hibiscus arnottianus

- Hibiscus adscensionis Fryxell & Krapov.
- Hibiscus aethiopicus L.
- Hibiscus ahlensis Ulbr.
- Hibiscus allenii Sprague & Hutch.
- Hibiscus altissimus Hornby
- Hibiscus amambayensis Krapov. & Fryxell
- Hibiscus amazonicus Fryxell
- Hibiscus ambanitazensis M.H.Hanes & G.E.Schatz
- Hibiscus ambovombensis Hochr.
- Hibiscus analalavensis M.H.Hanes & G.E.Schatz
- Hibiscus andersonii Krapov. & Fryxell
- Hibiscus andongensis Hiern
- Hibiscus aneuthe Craven, F.D.Wilson & Fryxell
- Hibiscus angolensis Exell
- Hibiscus ankaramyensis Hochr.
- Hibiscus ankeranensis M.H.Hanes & G.E.Schatz
- Hibiscus antanossarum Baill.
- Hibiscus aphelus Craven, F.D.Wilson & Fryxell
- Hibiscus apodus Juswara & Craven
- Hibiscus aponeurus Sprague & Hutch.
- Hibiscus archboldianus Borss.Waalk.
- Hibiscus arenicola A.S.Mitch.
- Hibiscus argutus Baker
- Hibiscus aridicola J. Anthony
- Hibiscus aridus R.A. Dyer
- Hibiscus arnhemensis F.D.Wilson
- Hibiscus arnottianus A. Gray
- Hibiscus articulatus Hochst. ex A.Rich.
- Hibiscus aruensis Borss.Waalk.
- Hibiscus australensis Fosberg
- Hibiscus austrinus Juswara & Craven
- Hibiscus austroyunnanensis C.Y.Wu & K.M.Feng

## B

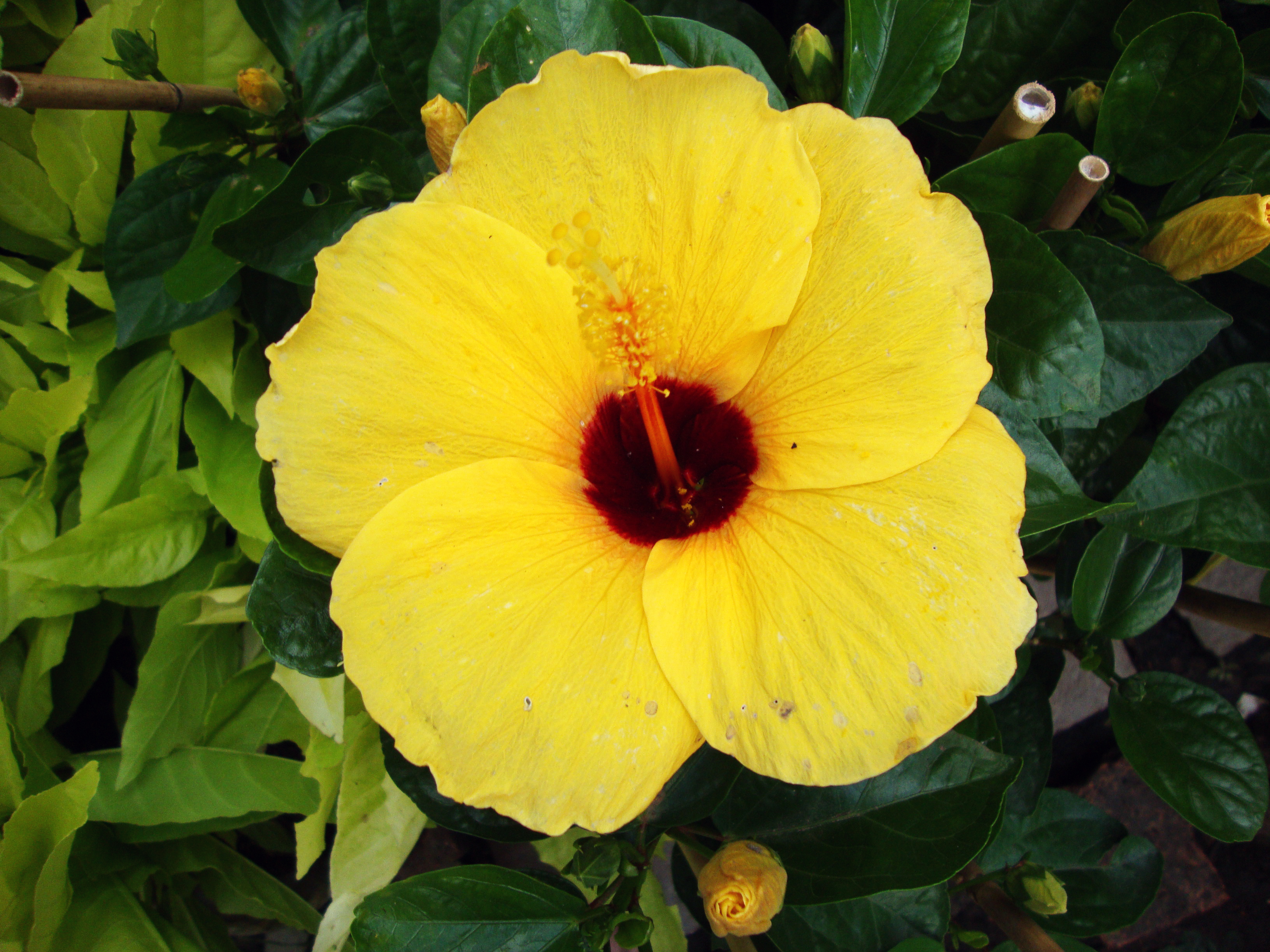
Hibiscus brackenridgei

- Hibiscus bacalusius Craven, F.D.Wilson & Fryxell
- Hibiscus barbosae Exell
- Hibiscus benedicti Callm.
- Hibiscus benensis Fryxell & Krapov.
- Hibiscus benguellensis Exell & Mendonça
- Hibiscus bennettii L.A.J.Thomson & Braglia
- Hibiscus bequaertii De Wild.
- Hibiscus berberidifolius A.Rich.
- Hibiscus bernieri Baill.
- Hibiscus bicalyculatus Merr.
- Hibiscus bifurcatus Cav.
- Hibiscus biseptus S.Watson
- Hibiscus bojerianus Baill.
- Hibiscus borealis Hochr.
- Hibiscus borneensis Airy Shaw
- Hibiscus boryanus DC.
- Hibiscus bowersiae (Fryxell) Craven
- Hibiscus brachychlaenus F.Muell.
- Hibiscus brachysiphonius F.Muell.
- Hibiscus brackenridgei A.Gray
- Hibiscus bragliae L.A.J.Thomson
- Hibiscus brennanii Craven & Fryxell
- Hibiscus bricchettii Gürke ex Ulbr.
- Hibiscus burtt-davyi Dunkley
- Hibiscus byrnesii F.D.Wilson

## C
- Hibiscus cabralensis Krapov.
- Hibiscus caerulescens Baill.
- Hibiscus caesius Garcke

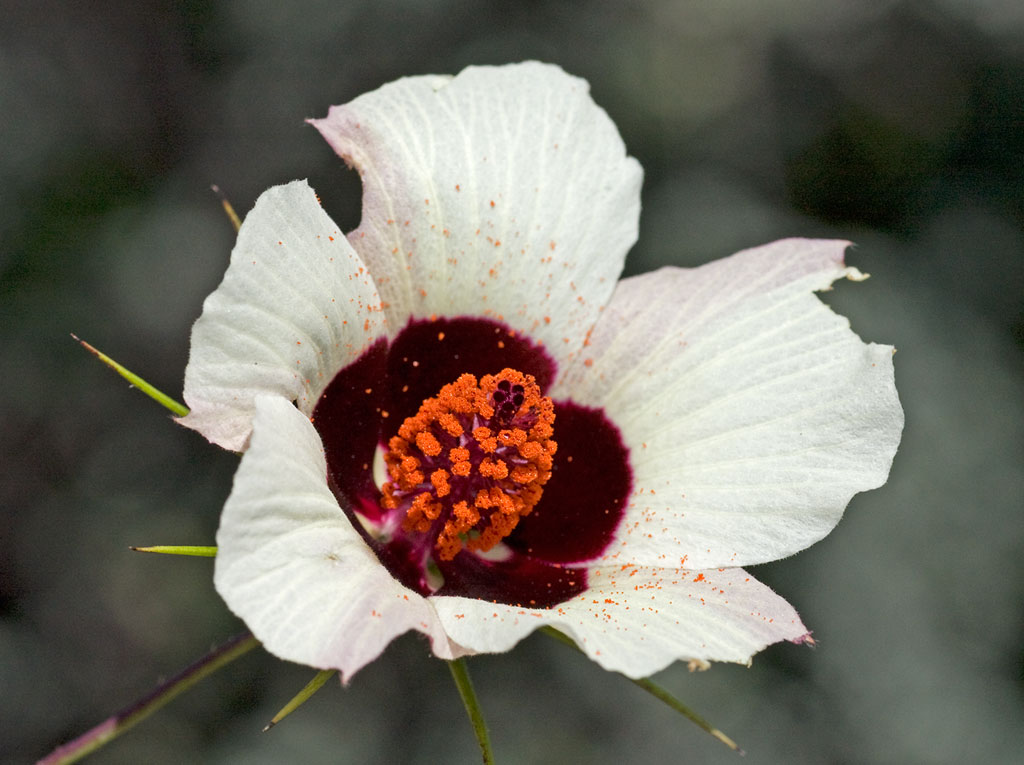
Hibiscus caesius

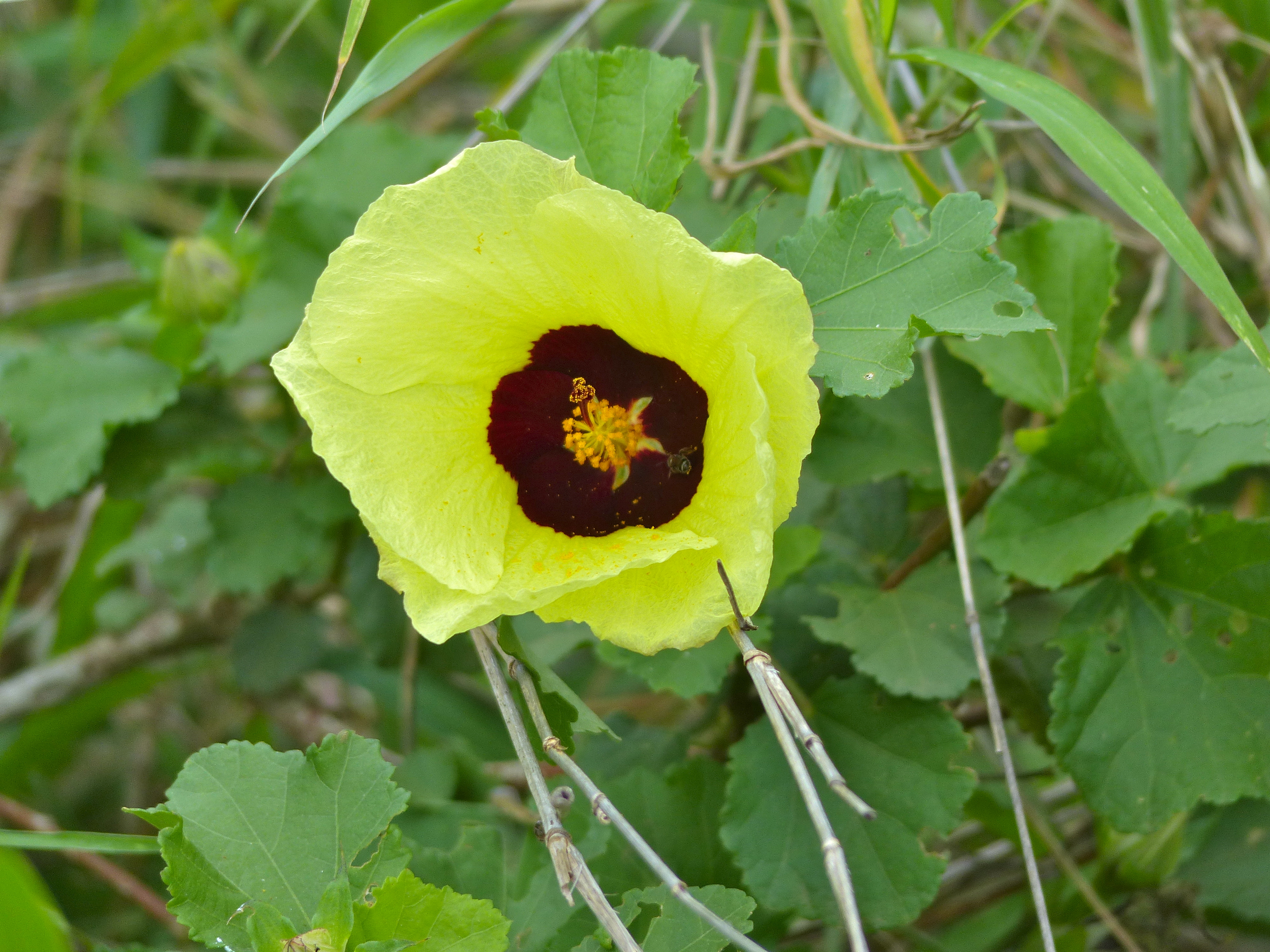
Hibiscus cannabinus

- Hibiscus calcicola Juswara & Craven
- Hibiscus calodendron Ulbr.
- Hibiscus calyculatus (Hochr.) M.H.Hanes, G.E.Schatz & Callm.
- Hibiscus calyphyllus Cav.
- Hibiscus cameronii Knowles & Westcott
- Hibiscus campanulatus A.J.Perkins
- Hibiscus cannabinus L.
- Hibiscus castroi Baker f. & Exell
- Hibiscus celebicus Koord.
- Hibiscus ceratophorus Thulin
- Hibiscus cerradoensis M.Y.Menzel, Fryxell & F.D.Wilson
- Hibiscus chancoae Krapov. & Fryxell
- Hibiscus chapadensis Krapov. & Fryxell
- Hibiscus chrysinocolla McLay & S.J.Dillon
- Hibiscus chrysochaetus Ulbr.
- Hibiscus citrinus Fryxell
- Hibiscus clayi O. Deg. & I. Deg.
- Hibiscus clypeatus L.
- Hibiscus coatesii F.Muell.
- Hibiscus coccineus Walter
- Hibiscus cochlearifer Borss.Waalk.
- Hibiscus coddii Exell
- Hibiscus colimensis Fryxell
- Hibiscus columnaris Cav.
- Hibiscus commixtus Fryxell & Krapov.
- Hibiscus comoensis A.Chev. ex Hutch. & Dalziel
- Hibiscus comorensis Baill.
- Hibiscus conceptionis Fryxell & Krapov.
- Hibiscus congestiflorus Hochr.
- Hibiscus conradsii Ulbr.
- Hibiscus contortus Phuph. & S.Gardner
- Hibiscus convolvulaceus Hassk.
- Hibiscus cooperi J.J.Veitch
- Hibiscus cordifolius Mill.
- Hibiscus corditectus Hochr.
- Hibiscus corymbosus Hochst. ex A.Rich.
- Hibiscus costatus A.Rich.
- Hibiscus coulteri Harv. ex A. Gray
- Hibiscus crassinervius Hochst. ex A.Rich.
- Hibiscus cuanzensis Exell & Mendonça
- Hibiscus cucurbitaceus A. St.-Hil.

## D
- Hibiscus dalbertisii F.Muell.

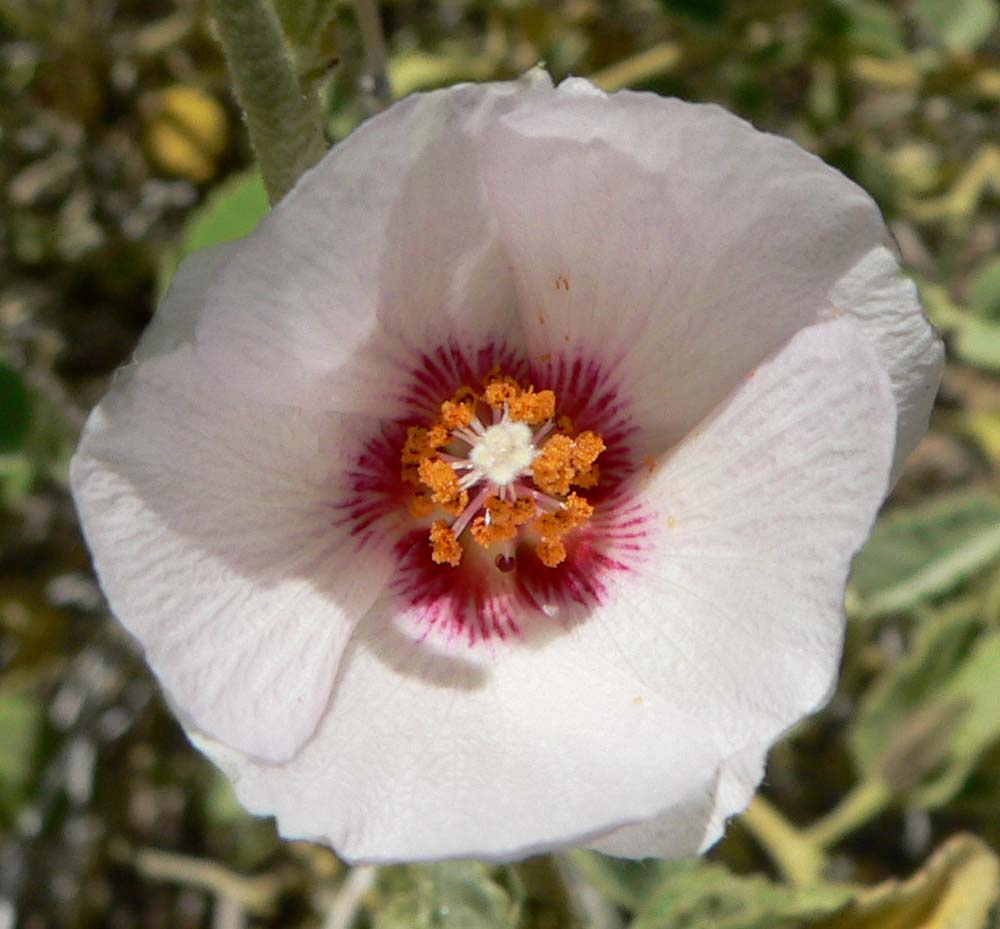
Hibiscus denudatus

- Hibiscus dasycalyx S.F. Blake & Shiller
- Hibiscus debeerstii De Wild. & T.Durand
- Hibiscus decaspermus Koord. & Valeton
- Hibiscus deflersii Schweinf. ex Cufod.
- Hibiscus denudatus Benth.
- Hibiscus dimidiatus Schrank
- Hibiscus dinteri Hochr.
- Hibiscus dioscorides A.G.Mill.
- Hibiscus diriffan A.G.Mill.
- Hibiscus discolorifolius Hochr.
- Hibiscus discophorus Hochr.
- Hibiscus divaricatus Graham
- Hibiscus diversifolius Jacq.
- Hibiscus dongolensis Caill. ex Delile
- Hibiscus donianus D.Dietr.
- Hibiscus drummondii Turcz.

## E
- Hibiscus elatus Sw.
- Hibiscus elegans Standl.
- Hibiscus elliottiae Harv.

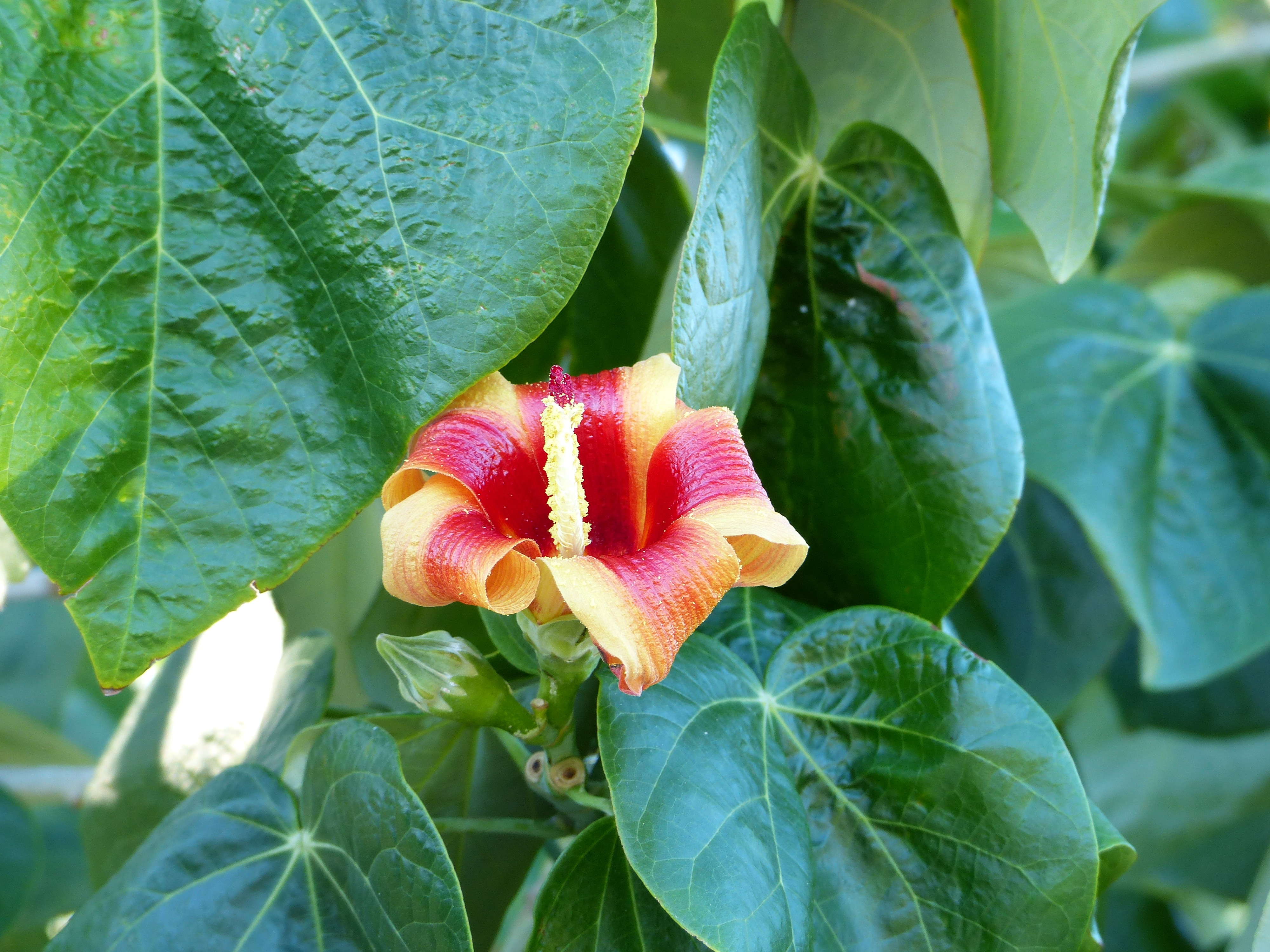
Hibiscus elatus

- Hibiscus ellipticifolius Borss.Waalk.
- Hibiscus ellisii Baker
- Hibiscus elongatifolius Hochr.
- Hibiscus engleri K. Schum.
- Hibiscus eriospermus Hochst. ex Cufod.
- Hibiscus erlangeri (Gürke) Thulin
- Hibiscus erodiifolius Hochr. & Humbert
- Hibiscus escobariae Fryxell
- Hibiscus exellii Baker f.

## F
- Hibiscus fabiana Cheek

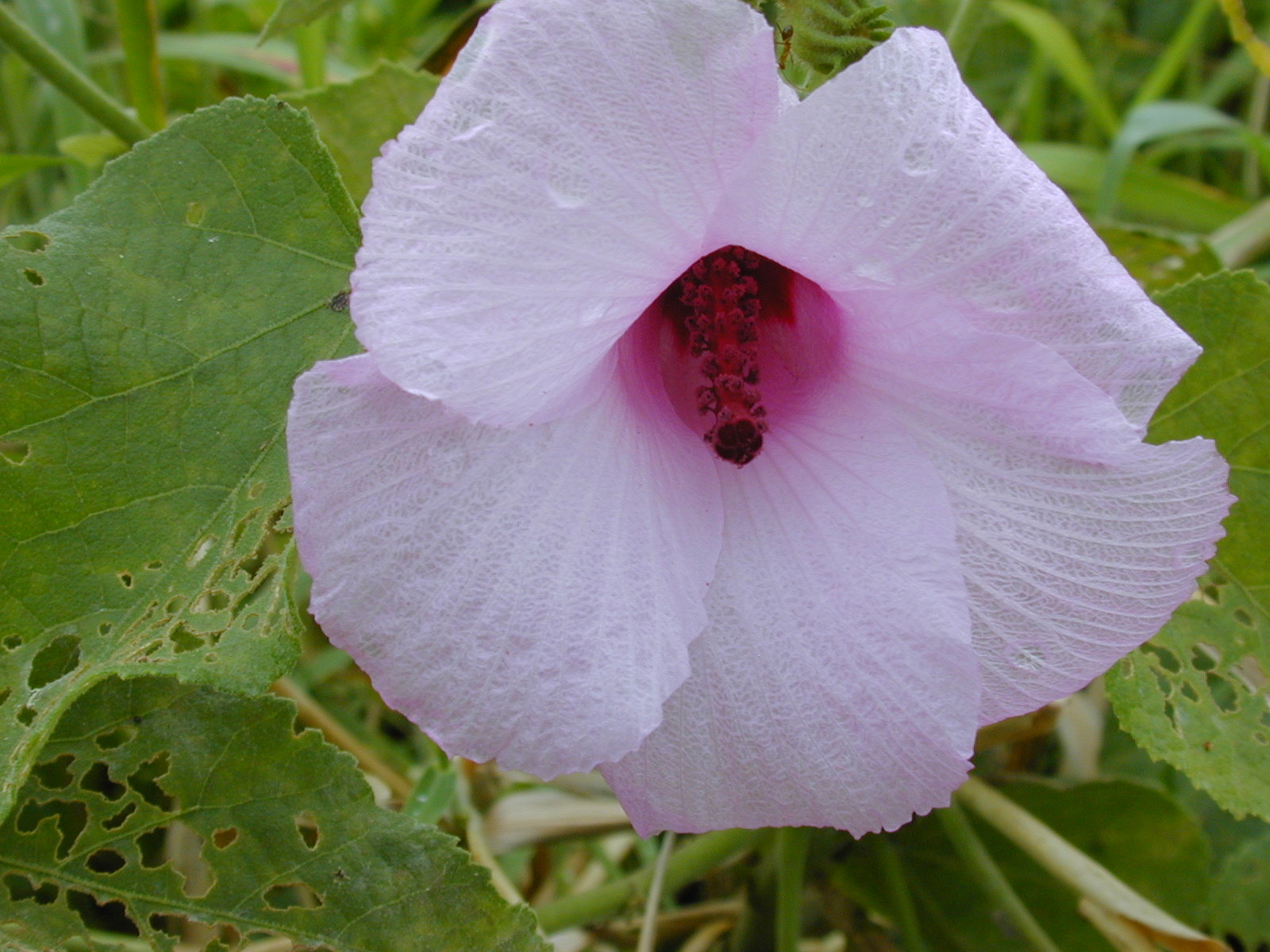
Hibiscus furcellatus

- Hibiscus fallax Craven, F.D.Wilson & Fryxell
- Hibiscus fanambanensis M.Pignal & Phillipson
- Hibiscus faulknerae Vollesen
- Hibiscus ferreirae Fryxell & Krapov.
- Hibiscus ferrugineus Cav.
- Hibiscus ficalhoanus Exell & Mendonça
- Hibiscus fijiensis F.D.Wilson
- Hibiscus fischeri Ulbr.
- Hibiscus flagelliformis A. St.-Hil.
- Hibiscus flavifolius Ulbr.
- Hibiscus flavoroseus Baker f.
- Hibiscus fleckii Gürke
- Hibiscus floccosus Mast.
- Hibiscus fluminis-aprili Ulbr.
- Hibiscus fluvialis Juswara & Craven
- Hibiscus forsteri F.D.Wilson
- Hibiscus fragilis DC.
- Hibiscus fragrans Roxburgh
- Hibiscus fritzscheae Exell & Mendonça
- Hibiscus fryxellii Mabb.
- Hibiscus fugosioides Hiern
- Hibiscus furcellatus Desr.
- Hibiscus fuscus Garcke

## G
- Hibiscus gagnepainii Borss.Waalk.
- Hibiscus garambensis Hauman
- Hibiscus genevii Bojer ex Hook.

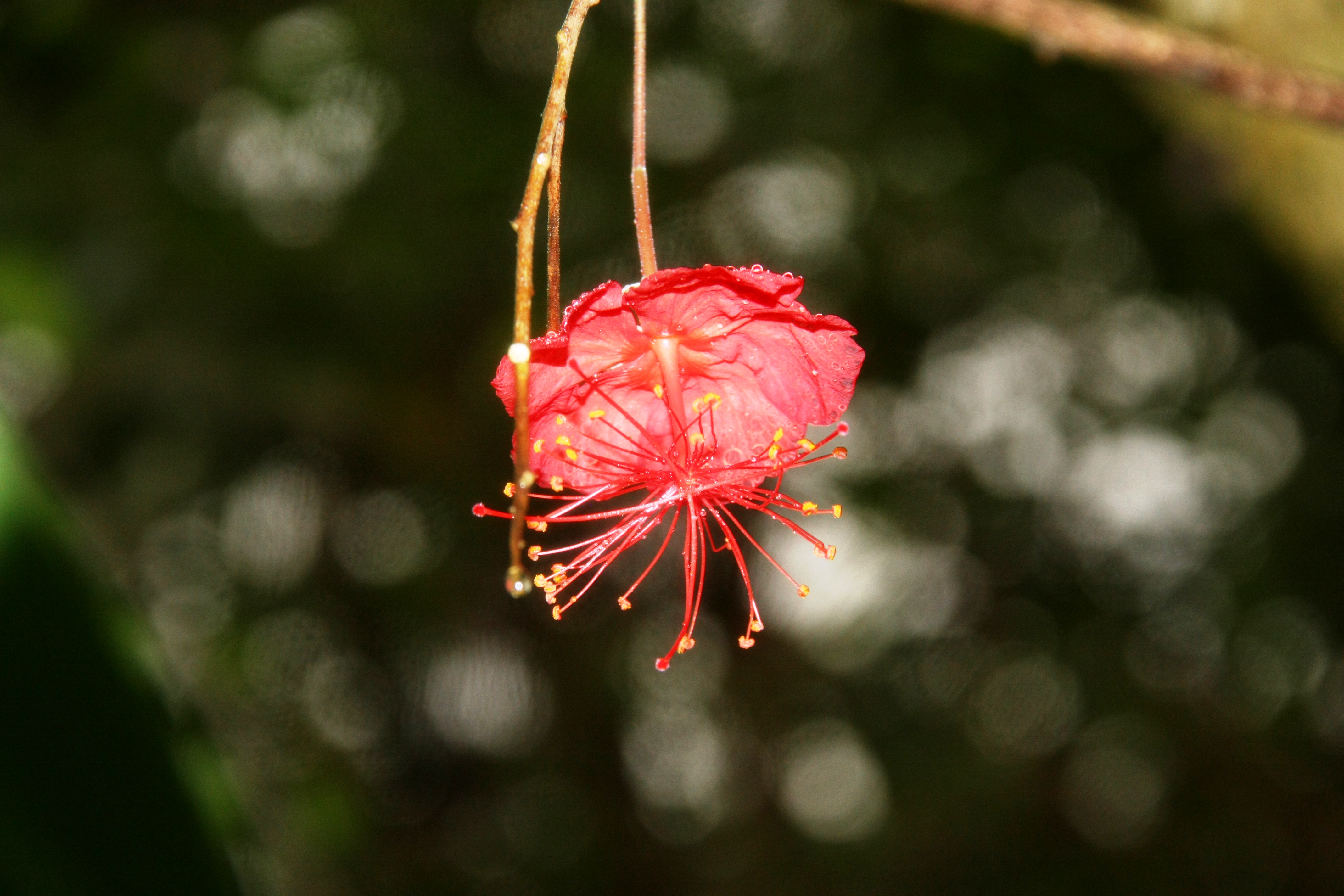
Hibiscus grandidieri

- Hibiscus geranioides A.Cunn. ex Benth.
- Hibiscus gilletii De Wild.
- Hibiscus glaber Matsum. ex Nakai
- Hibiscus glandulifer Craib
- Hibiscus goldsworthii F.Muell.
- Hibiscus goossensii (Hauman) F.D.Wilson
- Hibiscus gossweileri Sprague
- Hibiscus gourmania Hutch. & Dalziel
- Hibiscus grandidieri Baill.
- Hibiscus grandiflorus Michx.
- Hibiscus grandistipulatus (Hochr.) Hochr.
- Hibiscus greenwayi Baker f.
- Hibiscus gregoryi Krapov. & Fryxell
- Hibiscus grewioides Baker f.
- Hibiscus guerkeanus Hochr.
- Hibiscus gwandensis Exell

## H
- Hibiscus hamabo Siebold & Zucc.
- Hibiscus hasslerianus Hochr.
- Hibiscus haynaldii F.Muell.
- Hibiscus henningsianus Gürke
- Hibiscus heterophyllus Vent.

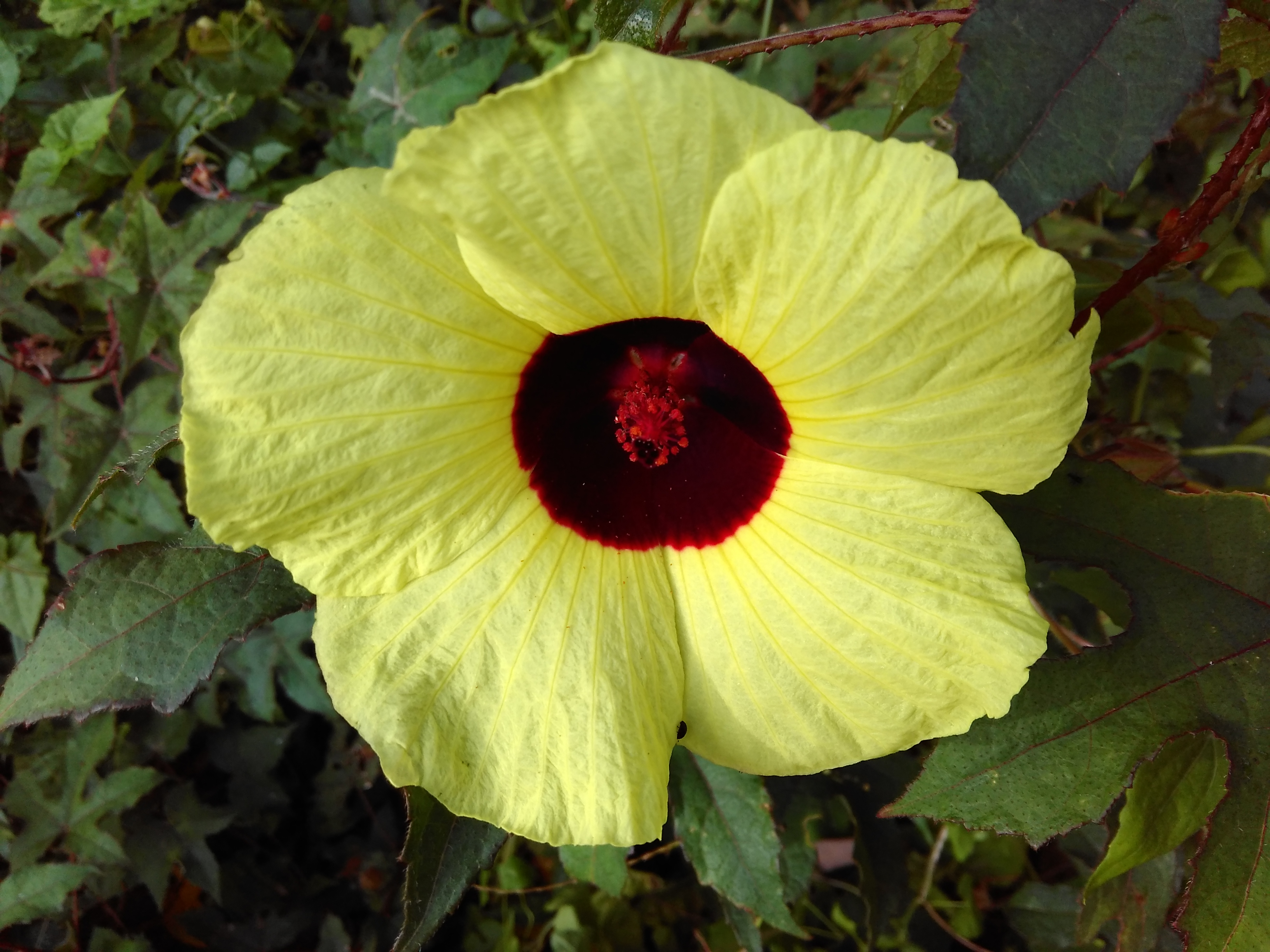
Hibiscus hispidissimus

- Hibiscus hilarianus Krapov. & Fryxell
- Hibiscus hildebrandtii Sprague & Hutch.
- Hibiscus hirtus L.
- Hibiscus hispidissimus Griff.
- Hibiscus hochreutineri Krapov. & Fryxell
- Hibiscus hochstetteri Cufod.
- Hibiscus hockii De Wild.
- Hibiscus holstii Mwachala
- Hibiscus homblei De Wild.
- Hibiscus hoshiarpurensis T.K.Paul & M.P.Nayar
- Hibiscus huillensis Hiern
- Hibiscus hundtii Exell & Mendonça

## I
- Hibiscus indicus (Burm.f.) Hochr.
- Hibiscus inimicus Craven, F.D.Wilson & Fryxell
- Hibiscus insularis Endl.
- Hibiscus isalensis Hochr. & Humbert
- Hibiscus itirapinensis Krapov. & Fryxell

## J
- Hibiscus jacksonianus Exell
- Hibiscus jaliscensis Fryxell

## K
- Hibiscus kabuyeanus Mwachala
- Hibiscus keilii Ulbr.

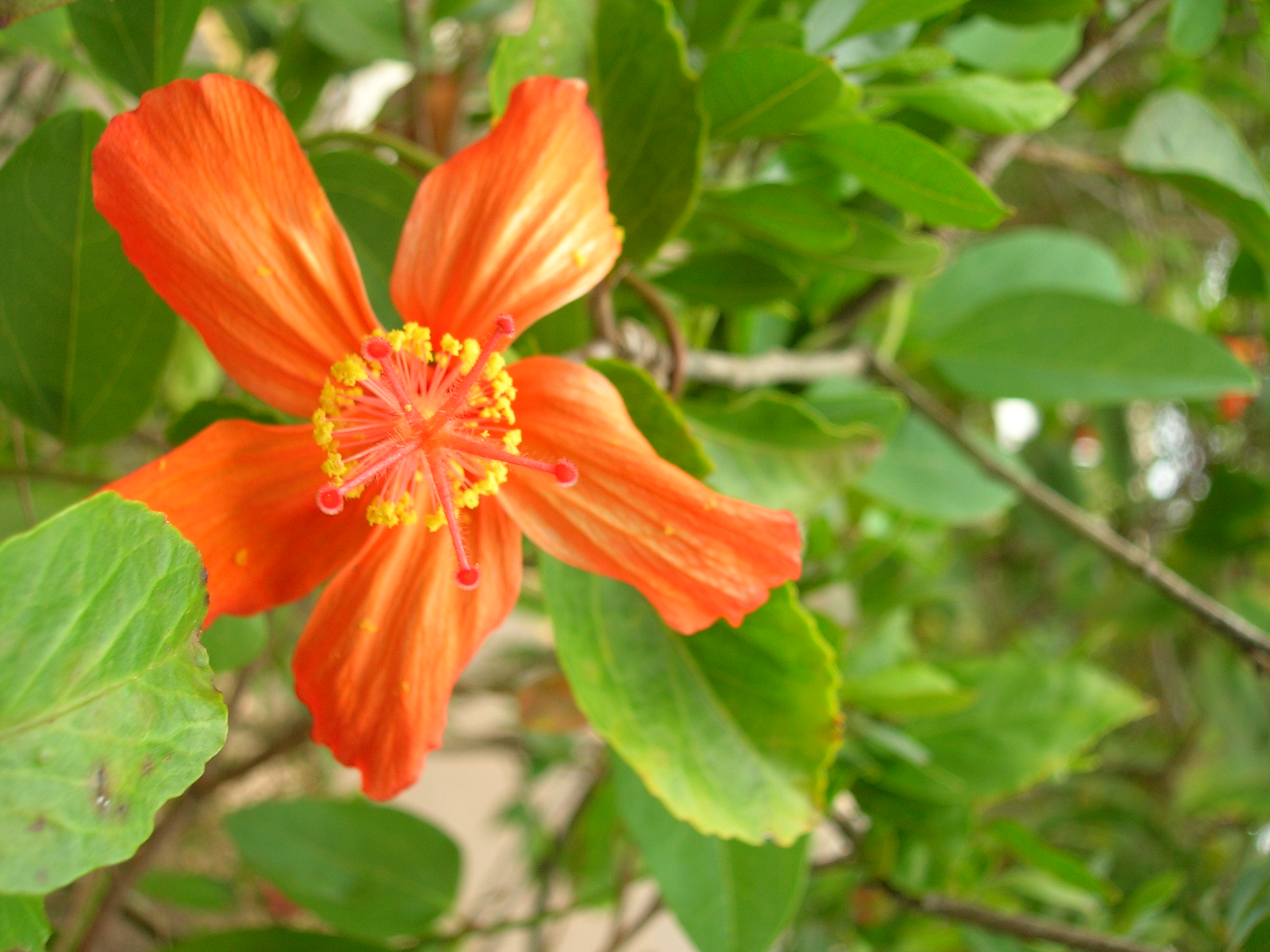
Hibiscus kokio

- Hibiscus kenneallyi Craven, F.D.Wilson & Fryxell
- Hibiscus kirkii Mast.
- Hibiscus kirstyae Craven
- Hibiscus kitaibelifolius A.St.-Hil.
- Hibiscus kochii Fryxell
- Hibiscus kokio Hillebr. ex Wawra
- Hibiscus krichauffianus F.Muell.

## L
- Hibiscus labordei H. Lév.
- Hibiscus laevis All.

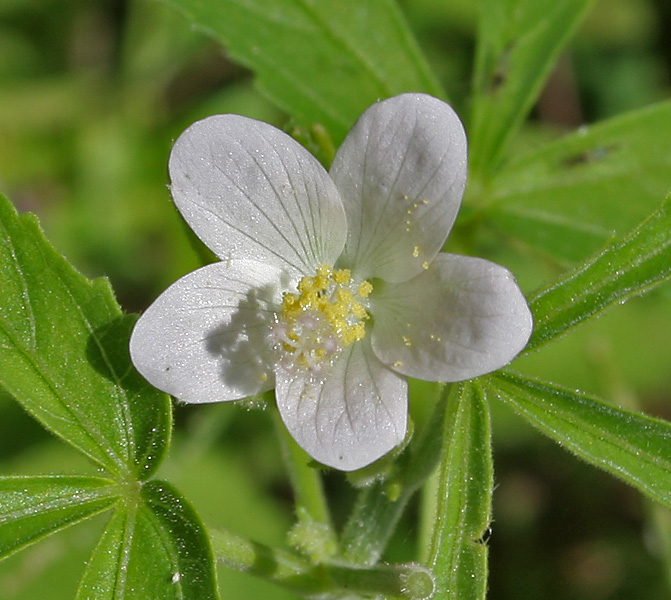
Hibiscus lobatus

- Hibiscus lamalama Callm., Buerki & Koopman
- Hibiscus lasiococcus Baill.
- Hibiscus laurinus Baill.
- Hibiscus lavateroides Moric.
- Hibiscus laxiflorus A.St.-Hil.
- Hibiscus ledermannii Ulbr.
- Hibiscus leeuwenii Borss.Waalk.
- Hibiscus leptocladus Benth.
- Hibiscus leviseminus M.G. Gilbert, Y. Tang & Dorr
- Hibiscus liliastrum Hochr.
- Hibiscus liliazanza Hochr.
- Hibiscus liliiflorus Cav.
- Hibiscus loandensis Hiern
- Hibiscus lobatus (Murray) Kuntze
- Hibiscus lonchosepalus Hochr.
- Hibiscus longifilus Fryxell
- Hibiscus longisepalus Hochr.
- Hibiscus ludwigii Eckl. & Zeyh.
- Hibiscus lunariifolius Willd.

## M

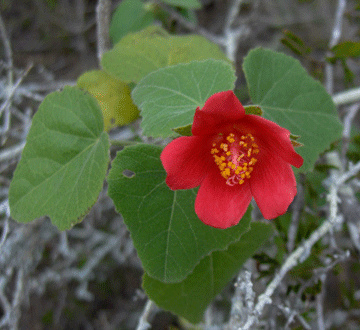
Hibiscus martianus

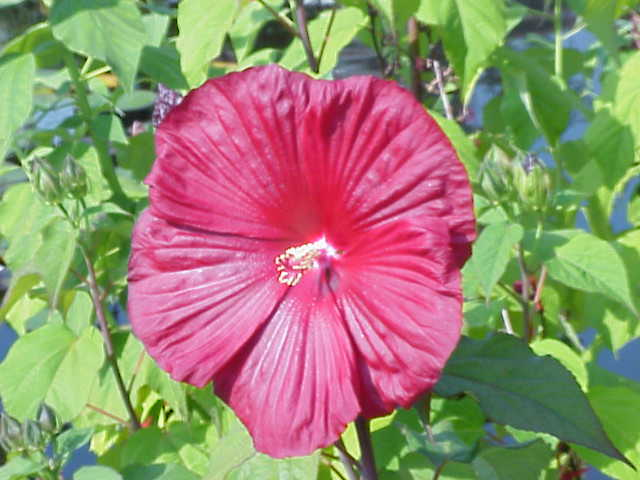
Hibiscus moscheutos

- Hibiscus macilwraithensis (Fryxell) Craven & B.E.Pfeil
- Hibiscus macranthus Hochst. ex A.Rich.
- Hibiscus macrogonus Baill.
- Hibiscus macrophyllus Roxb. ex Hornem.
- Hibiscus macropodus Wagner & Vierh.
- Hibiscus maculatus Lam.
- Hibiscus macverryi L.A.J.Thomson & Braglia
- Hibiscus makinoi Jôtani & H.Ohba
- Hibiscus malacophyllus Balf.f.
- Hibiscus malacospermus (Turcz.) E. Mey. ex Harv.
- Hibiscus mandrarensis Humbert ex Hochr.
- Hibiscus mangindranensis Hochr.
- Hibiscus manuripiensis Krapov.
- Hibiscus marenitensis Craven, F.D.Wilson & Fryxell
- Hibiscus mariae Krapov.
- Hibiscus marlothianus K. Schum.
- Hibiscus martianus Zucc.
- Hibiscus masasianus Mwachala
- Hibiscus mastersianus Hiern
- Hibiscus matogrossensis Krapov. & Fryxell
- Hibiscus mechowii Garcke
- Hibiscus megistanthus Hochr.
- Hibiscus menzeliae F.D.Wilson & Byrnes
- Hibiscus meraukensis Hochr.
- Hibiscus merxmuelleri Roessler
- Hibiscus mesnyi Laness.
- Hibiscus meyeri Harv.
- Hibiscus meyeri-johannis Ulbr.
- Hibiscus micranthus L.f.
- Hibiscus minkebeensis Burg
- Hibiscus minutibracteolus F.D.Wilson
- Hibiscus mongallaensis Baker f.
- Hibiscus moscheutos L.
- Hibiscus moxicoensis Baker f.
- Hibiscus muhamedis Webb
- Hibiscus multiformis A. St.-Hil.
- Hibiscus multilobatus Juswara & Craven
- Hibiscus mutabilis L.
- Hibiscus mutatus N.E. Br.

## N
- Hibiscus naegelei Ulbr.
- Hibiscus nanuzae Krapov. & Fryxell
- Hibiscus nelsonii Rose & Standl.
- Hibiscus ngokbanakii Burg
- Hibiscus nigricaulis Baker f.
- Hibiscus noldeae Baker f.
- Hibiscus noli-tangere A.G.Mill.
- Hibiscus normanii F.Muell.

## O
- Hibiscus obtusilobus Garcke
- Hibiscus okavangensis Exell
- Hibiscus orbicularis Baill.
- Hibiscus ottoi Exell

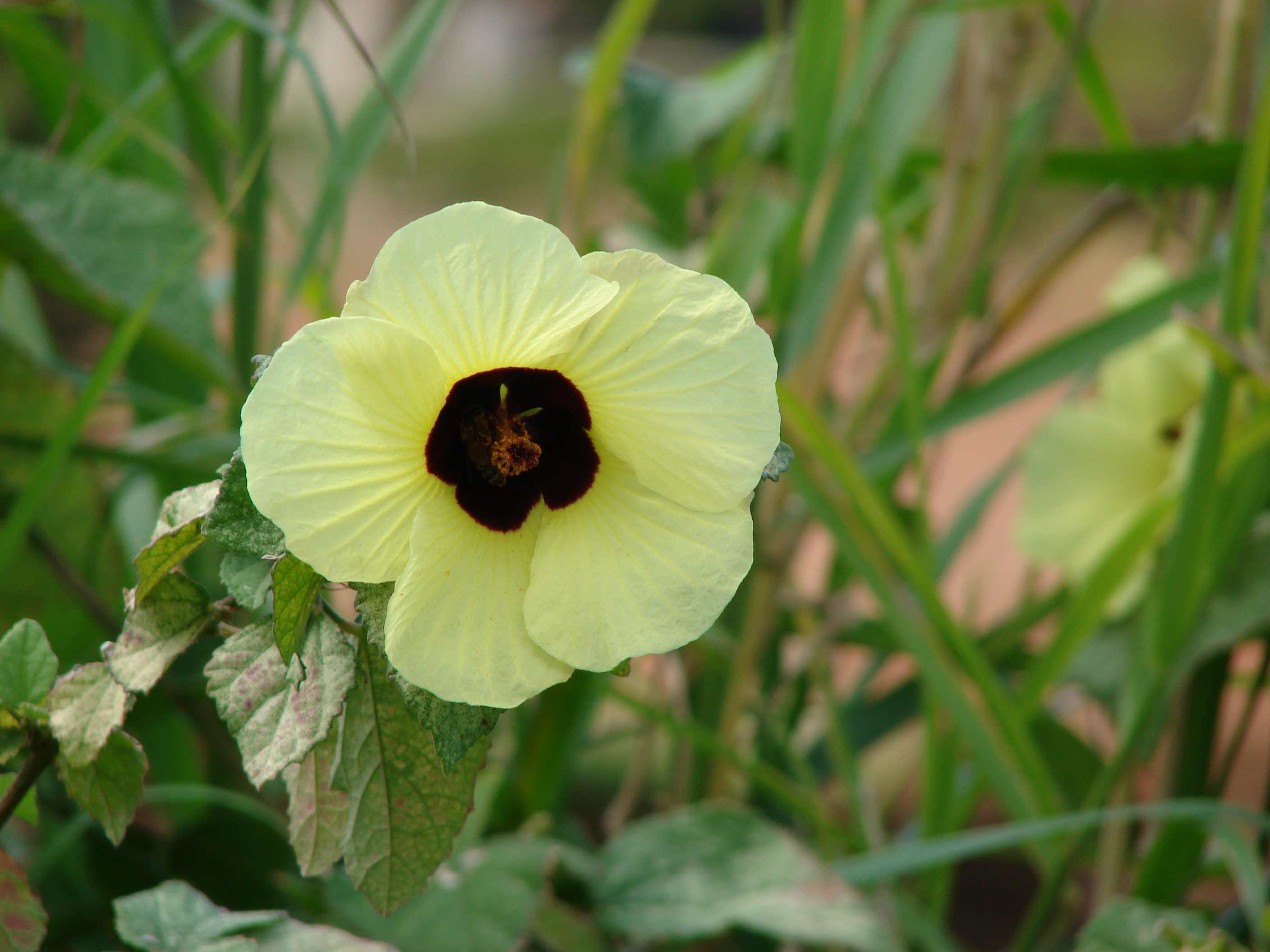
Hibiscus ovalifolius

- Hibiscus ovalifolius (Forssk.) Vahl
- Hibiscus owariensis P.Beauv.
- Hibiscus oxaliflorus Bojer ex Baker

## P

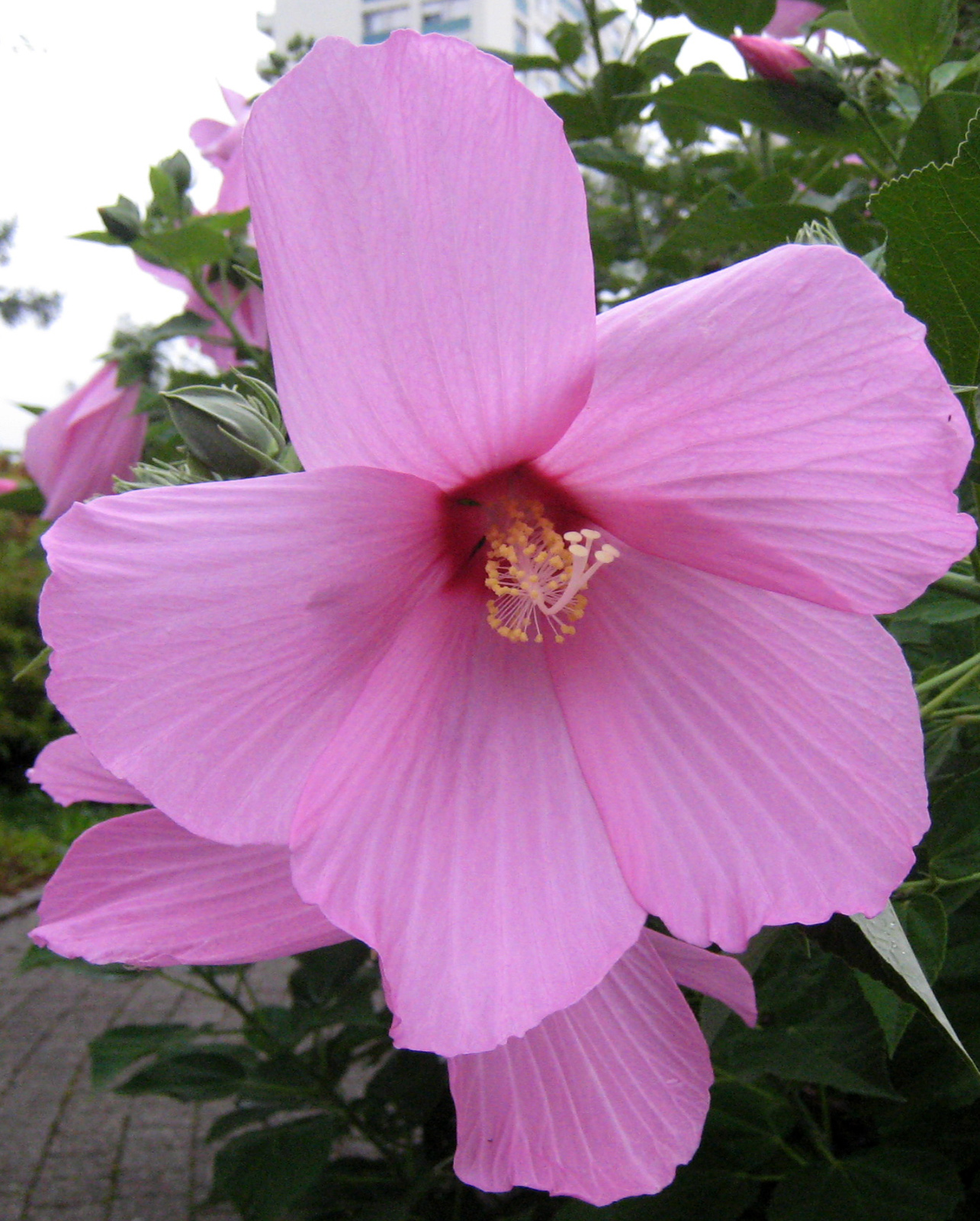
Hibiscus palustris

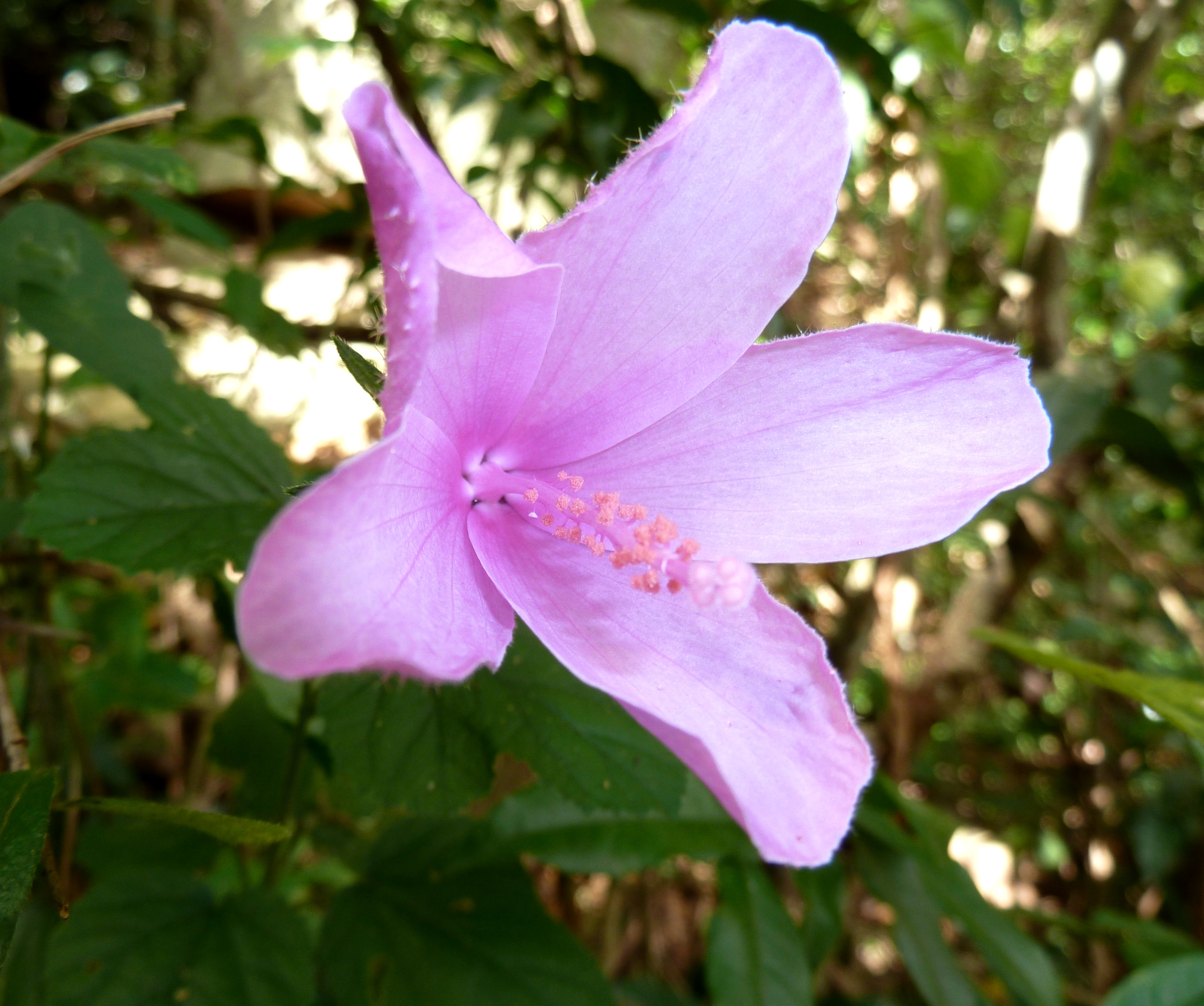
Hibiscus pedunculatus

- Hibiscus pachycarpus Exell & Mendonça
- Hibiscus pacificus Nakai ex Jôtani & H.Ohba
- Hibiscus palmatifidus Baker
- Hibiscus palmatus Forssk.
- Hibiscus paludicola Fryxell & Krapov.
- Hibiscus panduriformis Burm.f.
- Hibiscus paolii Mattei
- Hibiscus papuanus K.Schum. & Lauterb.
- Hibiscus paramutabilis L.H. Bailey
- Hibiscus parkinsonii C.E.C.Fisch.
- Hibiscus partitus (Hochr.) F.D. Wilson
- Hibiscus paulae Krapov.
- Hibiscus pedunculatus L. f.
- Hibiscus peralbus Fryxell
- Hibiscus peripteroides Fryxell
- Hibiscus perrieri Hochr.
- Hibiscus peruvianus R.E.Fr.
- Hibiscus peterianus Gürke
- Hibiscus petherickii Craven, F.D.Wilson & Fryxell
- Hibiscus phoeniceus Jacq.
- Hibiscus physaloides Guill. & Perr.
- Hibiscus platanifolius (Willd.) Sweet
- Hibiscus platycalyx Mast.
- Hibiscus pleijtei Borss.Waalk.
- Hibiscus poeppigii (Spreng.) Garcke
- Hibiscus pohlii Gürke
- Hibiscus poilanei Gagnep.
- Hibiscus ponticus Rupr.
- Hibiscus praeteritus R.A.Dyer
- Hibiscus propulsator Craven & B.E.Pfeil
- Hibiscus prunifolius F. Dietr.
- Hibiscus pruriosus Exell & Mendonça
- Hibiscus pseudotiliaceus Borss.Waalk.
- Hibiscus pterocarpoides Hochr.
- Hibiscus pulvinulifer Borss.Waalk.
- Hibiscus purpureus Forssk.
- Hibiscus purpusii Brandegee
- Hibiscus pusillus Thunb.

## Q
- Hibiscus quattenensis A.G.Mill. & Thulin

## R
- Hibiscus radiatus Cav.
- Hibiscus reekmansii F.D.Wilson

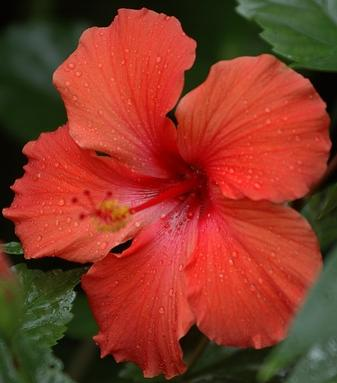
Hibiscus rosa-sinensis

- Hibiscus reflexus Craven, F.D.Wilson & Fryxell
- Hibiscus rhabdotospermus Garcke
- Hibiscus rhodanthus Gürke
- Hibiscus ribifolius A. Gray
- Hibiscus riceae Craven, F.D.Wilson & Fryxell
- Hibiscus richardsiae Exell
- Hibiscus richardsonii Sweet ex Lindl.
- Hibiscus rosa-sinensis L.
- Hibiscus rostellatus Guill. & Perr.
- Hibiscus rubriflorus Baker f.
- Hibiscus rupicola Exell
- Hibiscus rutenbergii Garcke

## S
- Hibiscus sabdariffa L.
- Hibiscus × sabei Weckesser
- Hibiscus sabiensis Exell
- Hibiscus saddii Krapov. & Fryxell
- Hibiscus sakamaliensis Hochr.
- Hibiscus sankowskyorum Craven
- Hibiscus saponarius Craven

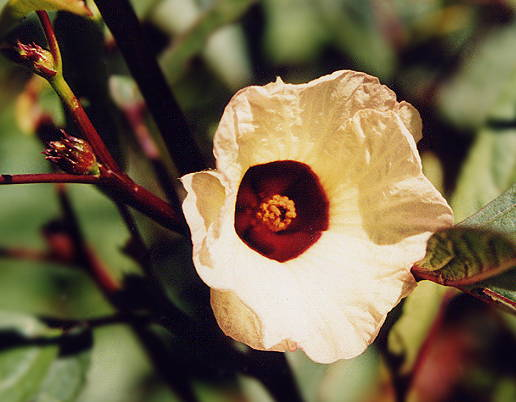
Hibiscus sabdariffa

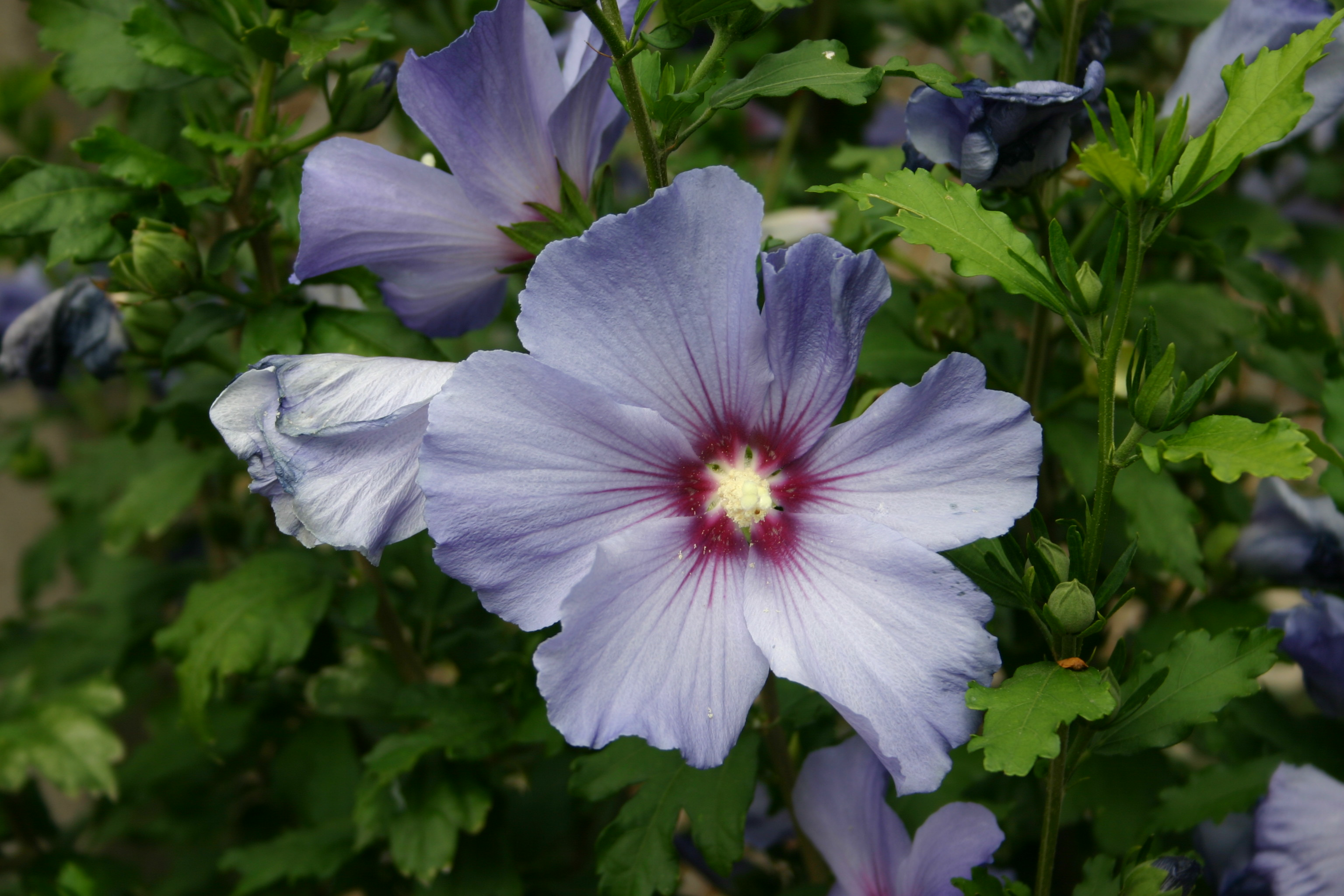
Hibiscus syriacus

- Hibiscus saxatilis J.M.Wood & Evans
- Hibiscus saxicola Ulbr.
- Hibiscus schinzii Gürke
- Hibiscus schizopetalus (Mast.) Hook.f.
- Hibiscus schlechteri Lauterb.
- Hibiscus schweinfurthii Gürke
- Hibiscus sciadiolepidus (Hochr.) Borss.Waalk.
- Hibiscus scindicus Stocks
- Hibiscus scotellii Baker f.
- Hibiscus scottii Balf.f.
- Hibiscus sebastianii Fuertes
- Hibiscus seineri Ulbr.
- Hibiscus selesiensis Baker f.
- Hibiscus sepikensis Borss.Waalk.
- Hibiscus setulosus F.Muell.
- Hibiscus shirensis Sprague & Hutch.
- Hibiscus sidiformis Baill.
- Hibiscus similis Blume
- Hibiscus sineaculeatus F.D.Wilson
- Hibiscus sinosyriacus L.H.Bailey
- Hibiscus skeneae Hochr.
- Hibiscus socotranus G.Ll.Lucas
- Hibiscus solanifolius F.Muell.
- Hibiscus somalensis Franch.
- Hibiscus sororius L.
- Hibiscus sparseaculeatus Baker f.
- Hibiscus spartioides Chiov.
- Hibiscus spiralis Cav.
- Hibiscus splendens C.Fraser ex Graham
- Hibiscus splendidus Ulbr.
- Hibiscus squamosus Hochr.
- Hibiscus squarrulosus Craven, F.D.Wilson & Fryxell
- Hibiscus sreenarayanianus Anil Kumar & Ravi
- Hibiscus stenanthus Balf.f.
- Hibiscus stenophyllus Baker
- Hibiscus sterculiifolius (Guill. & Perr.) Steud.
- Hibiscus stewartii Craven, F.D.Wilson & Fryxell
- Hibiscus storckii Seem.
- Hibiscus striatus Cav.
- Hibiscus sturtii Hook.
- Hibiscus subdiversifolius Hochr.
- Hibiscus subreniformis Burtt Davy
- Hibiscus sudanensis Hochr.
- Hibiscus sulfuranthus Ulbr.
- Hibiscus superbus C.A.Gardner
- Hibiscus surattensis L.
- Hibiscus symonii F.D.Wilson & Byrnes
- Hibiscus syriacus L.

## T
- Hibiscus taiwanensis S.Y. Hu

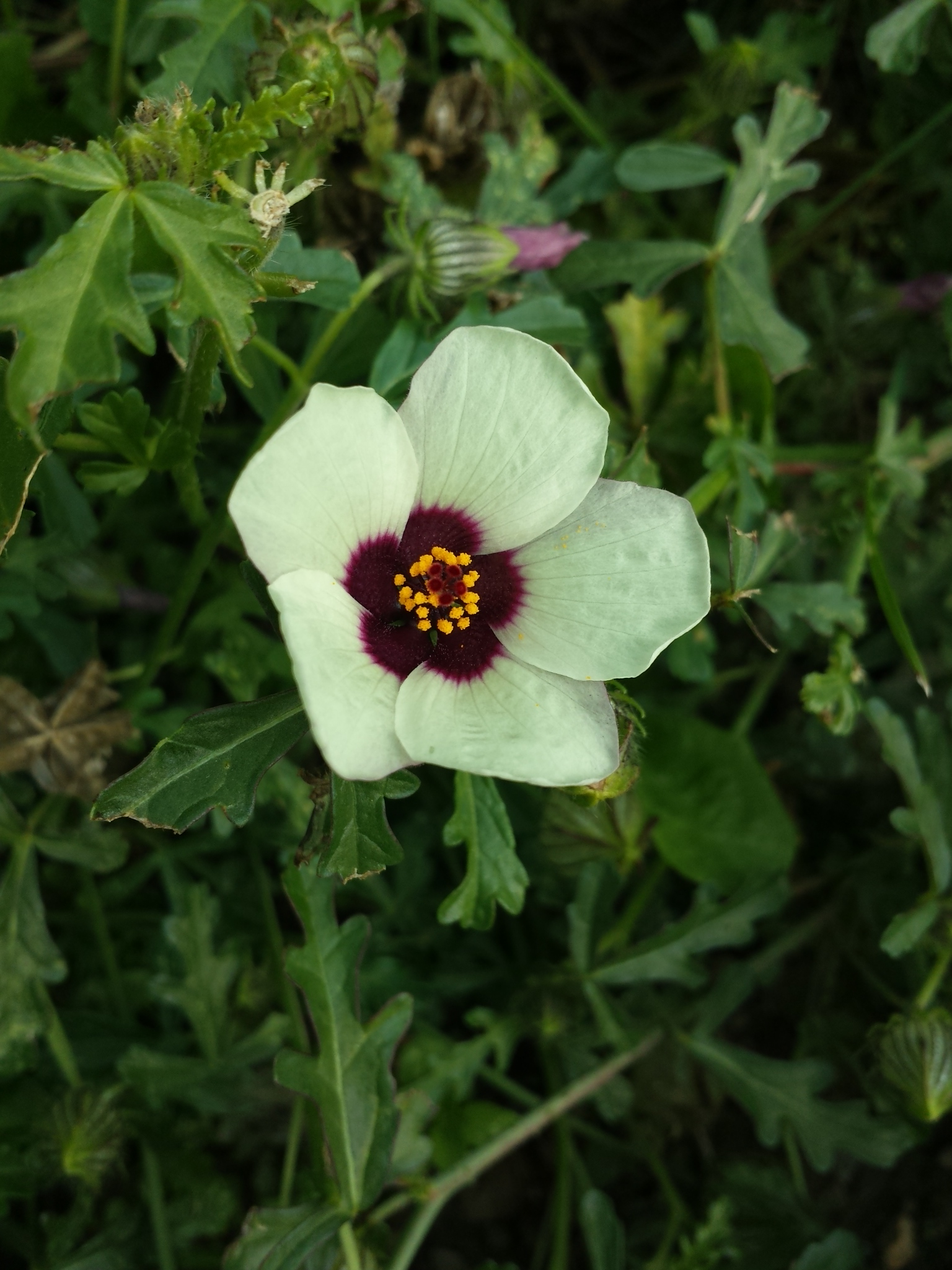
Hibiscus trionum

- Hibiscus talbotii (Rakshit) T.K.Paul & M.P.Nayer
- Hibiscus teijsmannii Borss.Waalk.
- Hibiscus tenorii Fryxell
- Hibiscus thegaleus Craven, F.D.Wilson & Fryxell
- Hibiscus thespesianus Baill.
- Hibiscus tilliaceus L.
- Hibiscus tisserantii Baker f.
- Hibiscus torrei Baker f.
- Hibiscus townsvillensis Craven
- Hibiscus tozerensis Craven & B.E.Pfeil
- Hibiscus trichonychius Gagnep.
- Hibiscus tridactylites Lindl.
- Hibiscus trilineatus A. St.-Hil. & Naudin
- Hibiscus trilobus Aubl.
- Hibiscus trionum L.

## U
- Hibiscus uncinellus Moc. & Sessé ex DC.
- Hibiscus upingtoniae Gürke
- Hibiscus urticifolius A.St.-Hil. & Naudin

## V

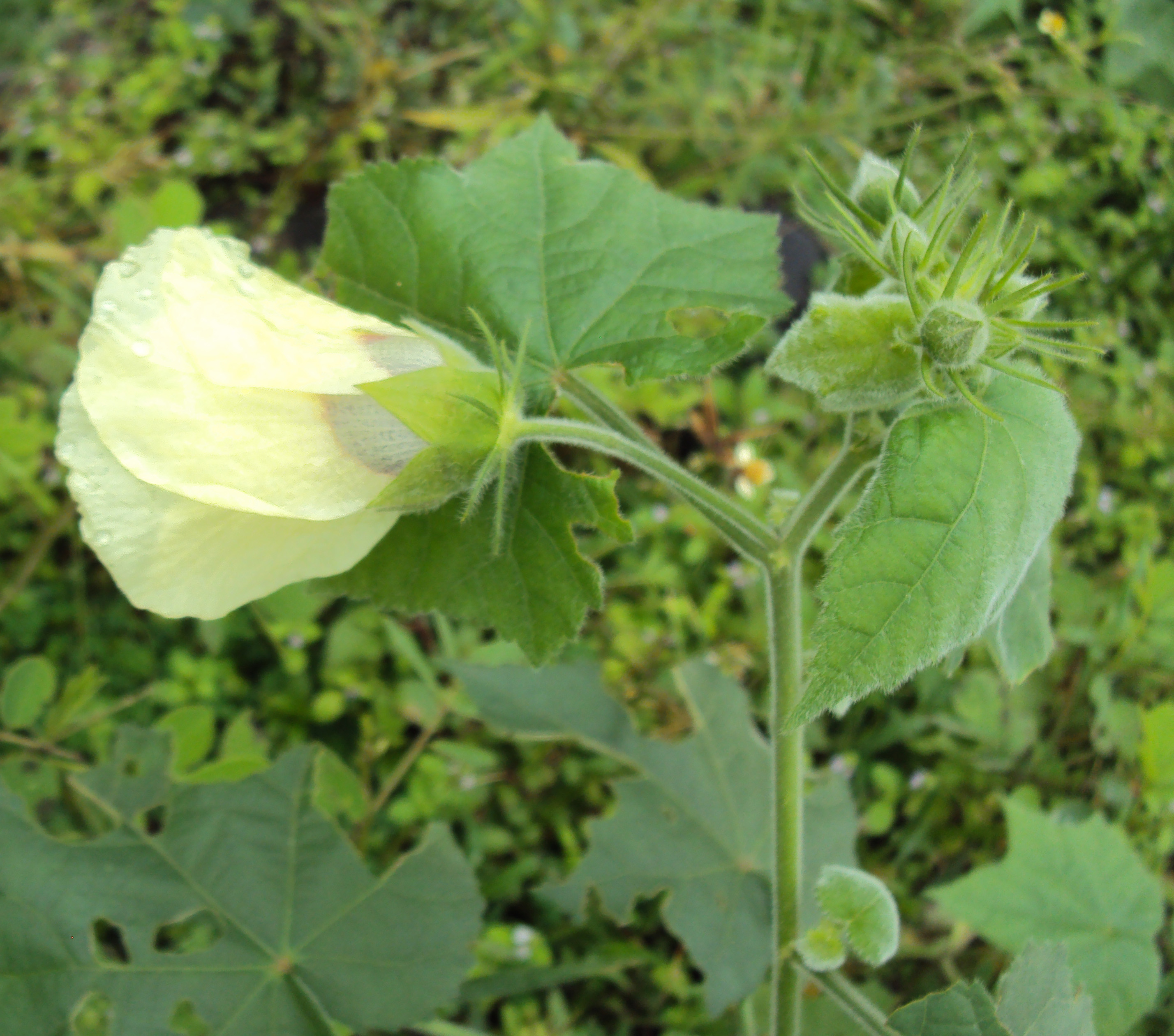
Hibiscus vitifolius

- Hibiscus varians Splitg. ex de Vriese
- Hibiscus verbasciformis Klotzsch ex Hochr.
- Hibiscus verdcourtii Craven
- Hibiscus vitifolius L.
- Hibiscus vohipahensis M.H.Hanes & G.E.Schatz
- Hibiscus volkensii Gürke

## W
- Hibiscus waimeae A.Heller
- Hibiscus waterbergensis Exell
- Hibiscus watsonii W.W.Sm.
- Hibiscus whytei Stapf
- Hibiscus wilsonii Fryxell

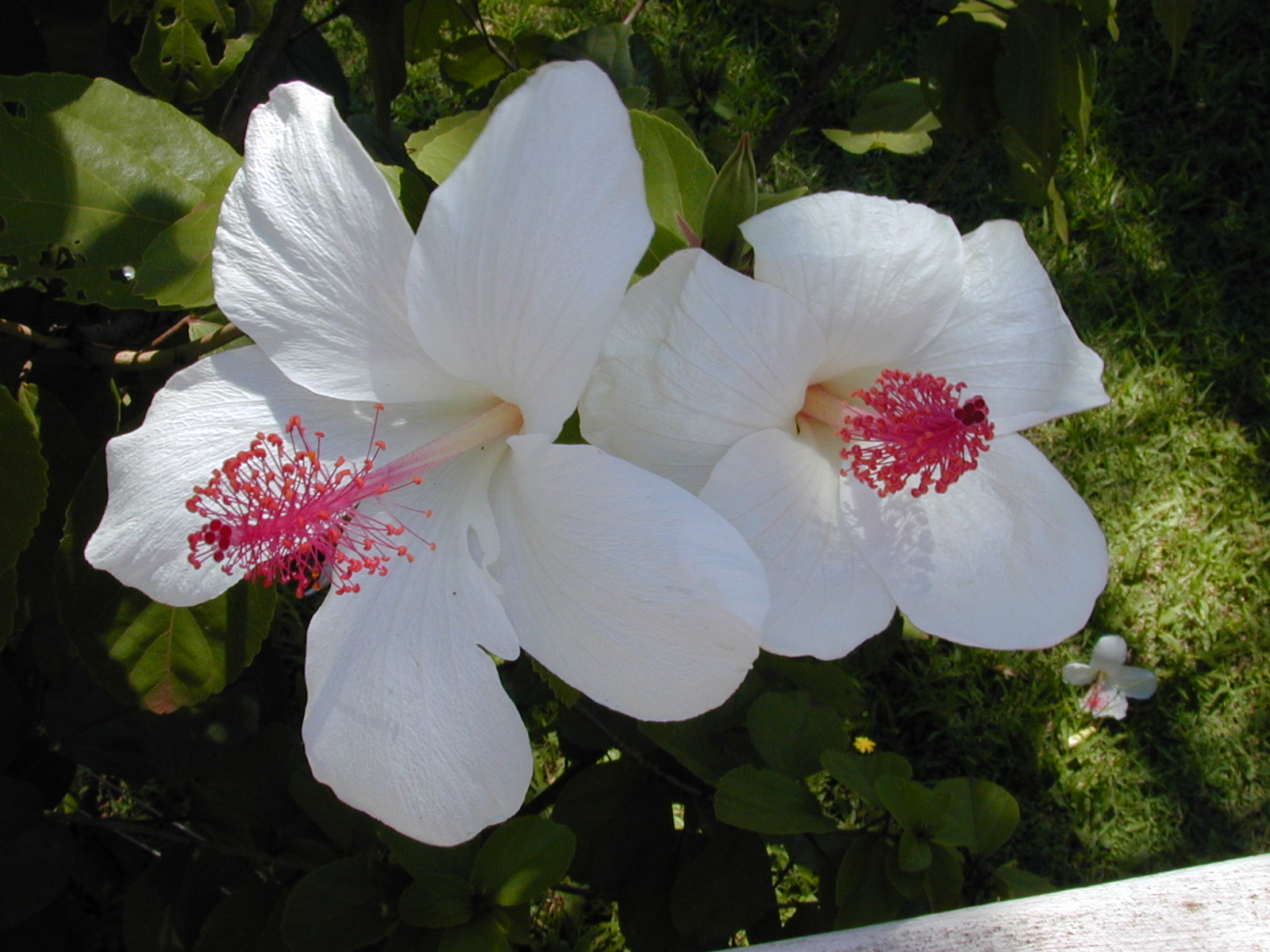
Hibiscus waimeae

- Hibiscus windischii Krapov. & Fryxell

## Y
- Hibiscus yunnanensis S.Y. Hu

## Z
- Hibiscus zanzibaricus Exell
- Hibiscus zonatus F.Muell.
- Hibiscus zygomorphus Fryxell & S.D.Koch